# Jahreszeit

Abfolge monatlicher Bilder von Satellitenaufnahmen im Jahr 2004

Jahreszeiten unterteilen das Jahr in verschiedene Perioden, die durch astronomische Daten – so auch kalendarisch – oder durch charakteristische klimatische Eigenschaften abgegrenzt werden. Im alltäglichen Sprachgebrauch sind damit hauptsächlich meteorologisch deutlich voneinander unterscheidbare Jahresabschnitte gemeint. In den gemäßigten Breiten sind dies die vier Jahreszeiten Frühling, Sommer, Herbst und Winter; in den Tropen sind es Regenzeiten, Übergangszeiten und Trockenzeiten.
Die Beschreibung der Jahreszeiten bezieht sich in diesem Artikel auf die Nordhalbkugel der Erde, auf der Südhalbkugel sind sie kalendarisch um ein halbes Jahr versetzt. Sommer und Winter können je auch als Hälften eines Jahres verstanden werden, beispielsweise als das Nordsommerhalbjahr beziehungsweise das Südwinterhalbjahr.
Verschiedene Völker unterscheiden andere Zeiten im Jahr. So kennen die Samen in Skandinavien acht Jahreszeiten, australische Aborigines in Arnhemland sechs Jahreszeiten. In Russland kennt man die Rasputiza als Schlammzeit, jeweils während der Schneeschmelze im Frühjahr und während der Herbstregenfälle.

## Entstehung von Jahreszeiten
Auf der Erde ändern sich Intensität, Dauer und Winkel des Einfalls von Sonnenlicht an einem geographischen Ort im Laufe eines Jahres. Diese Veränderungen sind äquatornah gering, zu den Polen hin stärker ausgeprägt. Sie wiederholen sich als jahreszeitliche Schwankungen nach einem Umlauf der Erde um die Sonne. Bestimmend für die in verschiedenen Regionen der Erde erlebbaren Jahreszeiten ist nicht der Abstand von der Sonne, sondern die Lage der Rotationsachse der Erde relativ zur Ebene ihrer Umlaufbahn.
Wie bei einem Kreisel behält die Erdachse ihre Orientierung im Raum bei und steht so wegen der Drehimpulserhaltung (nahezu) raumfest in einem bestimmten Winkel zur Ekliptikebene. Diese Neigung der Erdachse ist nicht rechtwinklig, sondern beträgt (derzeit) etwa 66,6°, sodass die Äquatorebene um etwa 23,4° (23° 26') geneigt ist gegenüber der Bahnebene. Deshalb ändert sich während eines Erdumlaufs um die Sonne der Einstrahlwinkel des Sonnenlichts (Sonnenhöhe zu Mittag) im Jahreslauf. Zusätzlich ändert sich durch die Rotation der Erde um sich selbst auch die Dauer des Tageslichts (lichter Tag) als Tageslänge, in den polfernen Regionen außerhalb der Polarkreise je von einer Erdumdrehung zur nächsten. Je länger und je steiler Sonnenlicht auf die Oberfläche trifft, desto mehr kann diese Region dadurch erwärmt werden.

### Veränderung von Einstrahlwinkel und Bestrahlungsdauer

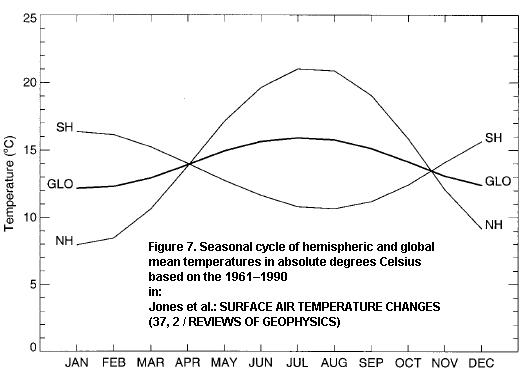
Jahreszeitlicher Verlauf der mittleren Lufttemperatur auf Nordhalbkugel (NH), Südhalbkugel (SH) und ganzer Erde (GLO) nach Messungen in 1961–1990.

Für die Entstehung von Jahreszeiten ist zunächst entscheidend, wie stark der jeweilige Anteil der Strahlungsleistung der Sonne, den eine bestimmte geografische Region empfängt, im Jahreslauf schwankt. Die auf das Relief der Oberfläche bezogene Bestrahlungsstärke hängt ab vom Einstrahlwinkel und von der Bestrahlungsdauer. Der Einstrahlwinkel erreicht mittags sein tägliches Maximum und diese Sonnenhöhe zu Mittag schwankt für alle Orte außerhalb der Polarregionen im Jahreslauf um ± 23,4°, wobei der durchschnittliche Höhenwinkel zu den Polen hin flacher wird. Die mögliche tägliche Bestrahlungsdauer, der lichte Tag, ist dagegen durchschnittlich gleich lang, doch wächst die jährliche Schwankungsbreite der Tageslänge mit zunehmender geografischer Breite. Da beide Faktoren, Winkel und Dauer der Sonneneinstrahlung, über den Tagbogen zusammenhängen – höchster Sonnenstand und längster Tag fallen zusammen – und ihre Schwankungen sich summieren, hängt die Ausbildung von Jahreszeiten somit vorrangig von der geografischen Breite einer Region ab.
Allein nach dem Breitenkreis lassen sich daher auf den Einfallswinkel des Sonnenlichts bezogene solare Klimazonen unterscheiden. So werden die äquatornahen Tropen als tropische Zonen zwischen den Wendekreisen (23,4° Breite) abgegrenzt gegenüber den ektropischen Zonen – zu denen dann die Subtropen bzw. Mittelbreiten und (ab etwa 66,6° Breite) die Polarzonen gehören – mit äquatorfern zunehmend stärker ausgeprägten jahreszeitlichen Unterschieden. Dadurch entstehen zwei grundsätzliche Klimatypen: das Tageszeitenklima der Tropen und das Jahreszeitenklima der Ektropen, bestimmt durch das Zeitintervall, in dem die höchsten und niedrigsten Durchschnittstemperaturen auftreten. 
Während der Zeit zwischen den Tag-und-Nacht-Gleichen im März und im September ist die Nordhalbkugel stärker der Sonne zugeneigt, so dass die Sonne für einen dort befindlichen Beobachter einen hohen Bogen durchläuft. Bei hochstehender Sonne trifft die Sonnenstrahlung steil auf die Erdoberfläche und liefert so einen relativ hohen Energieeintrag pro Fläche. Weiterhin liegt der größere Teil der täglich durchlaufenen scheinbaren Sonnenbahn um die Erde als Tagesbogen oberhalb des Horizonts, sodass die Tage lang sind und viel Zeit für den Energieeintrag zur Verfügung steht. Der somit erhöhte Energieeintrag bewirkt in diesem Zeitraum eine Erwärmung der nördlichen Hemisphäre (Nordhalbkugel).
Befindet sich die Erde ein halbes Jahr später am gegenüberliegenden Punkt ihrer Bahn, so ist die Nordhalbkugel der Sonne abgeneigt infolge der abgesehen von Präzession und Nutation relativ raumfesten Lage der Erdachse. Für einen Beobachter auf der Nordhalbkugel ergibt sich dann eine niedrig verlaufende tägliche Sonnenbahn. Steht die Sonne tief, so trifft die Sonnenstrahlung flacher auf die Erdoberfläche, so dass sie sich auf eine größere Fläche verteilt und weniger Energie einträgt. Außerdem liegt nur der kleinere Teil der täglichen Sonnenbahn oberhalb des Horizonts, so dass der Energieeintrag nur für eine kurze Zeitspanne erfolgen kann. Die Folge ist eine Abkühlung der nördlichen Erdhalbkugel.
Erwärmung und Abkühlung zeigen sich zunächst in den Lufttemperaturen (siehe Abbildung); wegen der thermischen Trägheit folgen die Bodentemperaturen den Höchst- und Tiefstständen der Sonne mit einer gewissen Verzögerung. Die Unterschiede im Tagesbogen des Sonnenlaufes nehmen mit höherer geografischer Breite zu und haben zunehmend stärkere Auswirkungen (bis hin zur Polarnacht), zum Äquator zu werden die jahreszeitlichen Schwankungen geringer.
Vergleich für eine Landschaft in der Eifel bei Monschau:

### Verhältnisse auf der Südhalbkugel
Auf der Südhalbkugel der Erde herrschen jeweils denen der Nordhalbkugel entgegengesetzte Jahreszeiten: Ist es im Süden Sommer, so im Norden Winter, und umgekehrt.
In den tropischen und subtropischen Gebieten beidseits des Erdäquators sind jahreszeitliche Veränderungen weniger ausgeprägt; stattdessen treten Regen- und Trockenzeiten auf. Im Jahreslauf lassen sich in den äquatornahen Tropen zwei Regenzeiten unterscheiden. Mit zunehmender geografischer Breite gehen sie ineinander über und werden so zu zwei Gipfeln einer einzigen Regenzeit, die sich je nach Hemisphäre verschieden ausprägen.

### Änderung des Sonnenabstands
Zwar läuft die Erde auf einer Bahn um die Sonne, die elliptisch und nicht kreisförmig ist, sodass die Distanz zur Sonne variiert, doch betreffen die dadurch entstehenden Unterschiede allein die Lichtintensität und sind wegen der geringen Bahnexzentrizität der Erdbahn nicht groß. Den sonnenfernsten Bahnpunkt durchläuft die Erde in der ersten Juliwoche, im Sommer auf der Nordhalbkugel. Die im Jahresverlauf wegen des exzentrischen Umlaufes leicht veränderte Entfernung der Erde von der Sonne ist also nicht die Ursache für die Jahreszeiten. Die Änderung zwischen Perihel- und Apheldurchgang macht lediglich gegenwärtig die Südwinter etwas strenger und die Nordwinter etwas milder (kürzer und sonnennäher), als sie es bei einer kreisförmigen Erdbahn wären. Unter den derzeitigen Umständen ist die Erde im Nordwinter an ihrem sonnennächsten Punkt (Perihel) – um den 3. Januar in einer Entfernung von rund 147,1 Mio. km; im Südwinter ist sie am weitesten von der Sonne entfernt (Aphel) – um den 5. Juli in einer Distanz von rund 152,1 Mio. km. Der Grund für die Jahreszeiten auf der Erde liegt – wie oben bereits ausgeführt – im Winkel und der Dauer der Sonneneinstrahlung. Für Mitteleuropa betragen die Extrema der Winkel im Sommer 60° bis 65° und die der möglichen Sonnenscheindauer in Mitteldeutschland 16–17 Stunden, im Winter sind es hingegen 7–8 Stunden beziehungsweise Winkel von nur 13° bis 18°.

### Verschiebung der Jahreszeiten
Aufgrund der gravitativen Einwirkung hauptsächlich von Mond und Sonne auf den rotierenden Erdkörper führt die Erdachse eine Präzessionsbewegung aus, so dass sich die Lage der Bezugspunkte von Sonnenwenden und Tagundnachtgleichen allmählich verschiebt und in etwa 26.000 Jahren einmal rückläufig (retrograd) rund um die Erdbahn wandert (Zyklus der Präzession). Das auf den Frühlingspunkt bezogene tropische Jahr dauert daher rund 20 Minuten kürzer als ein auf den Fixsternhintergrund bezogener vollständiger Umlauf der Erde um die Sonne, ein siderisches Jahr. An der Länge des tropischen Jahres orientiert sich das so genannte bürgerliche Jahr der kalendarischen Zeitrechnung. Der tropischen Jahreslänge wird das Kalenderjahr im gregorianischen Kalender durch Einfügen von Schalttagen angenähert, womit sich typische Verschiebungen für kalendarische Angaben des Anfangs von Jahreszeiten ergeben, beispielsweise für den Herbstanfang.
Außerdem dreht sich infolge von Bahnstörungen durch andere Planeten die Apsidenlinie (Gerade durch Aphel und Perihel) in gut 111.000 Jahren einmal rechtläufig (prograd). Wegen dieser einander gegenläufigen Bewegungen läuft das Perihel in rund 21.000 Jahren einmal durch alle Jahreszeiten. In etwa 10.000 Jahren wird der sonnennächste Bahnpunkt mit der nördlichen Sommersonnenwende zusammenfallen. Die winterlichen Jahreszeiten der Nordhalbkugel werden dann länger und sonnenferner stattfinden als heute. Im Gegenzug wird die Südhalbkugel kürzere und sonnennähere Winter bekommen.

## Astronomische Jahreszeiten

### Definitionen
Astronomisch werden die Jahreszeiten nach der scheinbaren geozentrischen ekliptikalen Länge des Sonnenstandes bestimmt. Unter Berücksichtigung von Aberration und Nutation wird dafür die scheinbare jährliche Bahn der Sonne von einem hypothetischen Beobachtungsort im Erdmittelpunkt aus betrachtet und in vier Abschnitte unterteilt. Jeder der Bahnabschnitte ist durch je einen Äquinoktial-Punkt (von Tagundnachtgleiche, bei 0° bzw. bei 180°) und je einen Solstitial-Punkt (von Sonnenwende, bei 90° bzw. bei 270°) begrenzt.
Die astronomischen Jahreszeiten sind definiert als jene Zeitspannen, die während des Durchlaufens eines bestimmten der vier Abschnitte jeweils vergehen, und dauern wegen der unterschiedlichen Winkelgeschwindigkeit nicht gleich lange. Aufgrund der geozentrischen, auf den Erdmittelpunkt bezogenen Definition beginnt oder endet eine astronomische Jahreszeit standortunabhängig weltweit zum selben Zeitpunkt (dem aber in verschiedenen Zeitzonen unterschiedliche Uhrzeiten entsprechen).
- Der astronomische Frühling beginnt, wenn die scheinbare geozentrische Länge der Sonne 0° beträgt. Dies ist der Zeitpunkt der Frühlings-Tag-und-Nacht-Gleiche (Primaräquinoktium). Er fällt bis auf wenige Sekunden mit dem Zeitpunkt zusammen, in dem die Sonne den Himmelsäquator von Süden nach Norden überschreitet.
- Der astronomische Sommer beginnt, wenn die scheinbare geozentrische Länge der Sonne 90° beträgt. Dies ist der Zeitpunkt der Sommer-Sonnenwende. Er fällt bis auf wenige Minuten mit dem Zeitpunkt zusammen, in dem die Sonne ihre größte nördliche Deklination und damit ihre nördlichste Stellung auf der Himmelskugel erreicht.
- Der astronomische Herbst beginnt, wenn die scheinbare geozentrische Länge der Sonne 180° beträgt. Dies ist der Zeitpunkt der Herbst-Tag-und-Nacht-Gleiche (Sekundaräquinoktium). Er fällt bis auf wenige Sekunden mit dem Zeitpunkt zusammen, in dem die Sonne den Himmelsäquator von Norden nach Süden durchschreitet.
- Der astronomische Winter beginnt, wenn die scheinbare geozentrische Länge der Sonne 270° beträgt. Dies ist der Zeitpunkt der Wintersonnenwende. Er fällt bis auf wenige Minuten mit dem Zeitpunkt zusammen, in dem die Sonne ihre größte südliche Deklination und damit ihre südlichste Stellung auf der Himmelskugel erreicht.

Die Jahreszeitenanfänge sind nicht exakt identisch mit dem Überschreiten des Himmelsäquators oder dem Erreichen der größten Deklination, weil es eigentlich der Schwerpunkt des Erde-Mond-Systems ist, der sich gleichmäßig in der „Erdbahnebene“ um die Sonne bewegt, während die Erde selbst diesen Schwerpunkt umkreist und sich in der Regel etwas oberhalb oder unterhalb dieser Ebene befindet. Vom geozentrischen Beobachter aus gesehen läuft die Sonne daher nicht exakt auf der Ekliptik (sie hat eine ekliptikale Breite ungleich Null). Sie passiert deshalb zum einen nicht exakt durch Frühlings- und Herbstpunkt, zum anderen führt ihre veränderliche ekliptikale Breite dazu, dass die maximale Deklination in der Regel nicht genau an den Sonnwendpunkten angenommen wird.

### Beginn der Jahreszeiten
Die Tabelle listet die genauen Daten für die Mitteleuropäische Zeitzone (UTC+1) auf. Schaltjahre hervorgehoben.
|      | Frühling | Frühling      | Sommer   | Sommer     | Herbst        | Herbst     | Winter       | Winter    |
| ---- | -------- | ------------- | -------- | ---------- | ------------- | ---------- | ------------ | --------- |
| 2015 | 20. März | 23:45 Uhr MEZ | 21. Juni | 18:38 MESZ | 23. September | 10:21 MESZ | 22. Dezember | 05:48 MEZ |
| 2016 | 20. März | 05:30 Uhr MEZ | 21. Juni | 00:34 MESZ | 22. September | 16:21 MESZ | 21. Dezember | 11:44 MEZ |
| 2017 | 20. März | 11:29 Uhr MEZ | 21. Juni | 06:24 MESZ | 22. September | 22:02 MESZ | 21. Dezember | 17:28 MEZ |
| 2018 | 20. März | 17:15 Uhr MEZ | 21. Juni | 12:07 MESZ | 23. September | 03:54 MESZ | 21. Dezember | 23:23 MEZ |
| 2019 | 20. März | 22:58 Uhr MEZ | 21. Juni | 17:54 MESZ | 23. September | 09:50 MESZ | 22. Dezember | 05:19 MEZ |
| 2020 | 20. März | 04:50 Uhr MEZ | 20. Juni | 23:44 MESZ | 22. September | 15:31 MESZ | 21. Dezember | 11:02 MEZ |
| 2021 | 20. März | 10:37 Uhr MEZ | 21. Juni | 05:32 MESZ | 22. September | 21:21 MESZ | 21. Dezember | 16:59 MEZ |
| 2022 | 20. März | 16:33 Uhr MEZ | 21. Juni | 11:14 MESZ | 23. September | 03:04 MESZ | 21. Dezember | 22:48 MEZ |
| 2023 | 20. März | 22:24 Uhr MEZ | 21. Juni | 16:58 MESZ | 23. September | 08:50 MESZ | 22. Dezember | 04:27 MEZ |
| 2024 | 20. März | 04:06 Uhr MEZ | 20. Juni | 22:51 MESZ | 22. September | 14:44 MESZ | 21. Dezember | 10:21 MEZ |
| 2025 | 20. März | 10:01 Uhr MEZ | 21. Juni | 04:42 MESZ | 22. September | 20:19 MESZ | 21. Dezember | 16:03 MEZ |
| 2026 | 20. März | 15:46 Uhr MEZ | 21. Juni | 10:24 MESZ | 23. September | 02:05 MESZ | 21. Dezember | 21:50 MEZ |
| 2027 | 20. März | 21:24 Uhr MEZ | 21. Juni | 16:11 MESZ | 23. September | 08:01 MESZ | 22. Dezember | 03:42 MEZ |

Die Zeitspanne von einem astronomischen Frühlingsanfang zum folgenden, ein tropisches Jahr, dauert im Mittel 365 Tage, 5 Stunden und 49 Minuten. Daher fällt der nächste Frühlingsanfang auf eine um knapp 6 Stunden spätere Uhrzeit als der vorangegangene. Wie ein Vergleich der Zeitangaben in der Tabelle zeigt, ergeben sich für aufeinanderfolgende Jahre kleine Abweichungen vom Mittelwert. Sie werden durch die von anderen Planeten bewirkten Bahnstörungen sowie den bereits erwähnten Unterschied zwischen Erdmittelpunkt und Erde-Mond-Schwerpunkt verursacht (siehe auch Artikel Erdbahn).
Für eine Zeitspanne von vier Jahren bedeutet dies eine um knapp 24 Stunden spätere Uhrzeit. Der Frühlingsanfang fällt damit nach vier Jahren also wieder auf etwa die gleiche Tageszeit, doch in einem kalendarischen Gemeinjahr von 365 Tagen auf ein um einen Tag späteres Datum. Mit dem julianischen Kalender wurde deshalb ein Schalttag eingeführt, der alle vier Jahre (in Schaltjahren wie z. B. 2016, 2020, 2024) eingeschaltet wird, damit sich das Datum des Frühlingsanfangs in einem Kalenderjahr nicht immer weiter auf ein späteres Kalenderdatum verschiebt. Allerdings ist diese mit 24 Stunden pro 4 Jahren angesetzte kalendarische Korrektur um durchschnittlich etwa 44 Minuten zu groß (4 · 5 h 49 m = 23 h 16 m), sodass sich mit dieser Regelung das im julianischen Kalender angegebene Frühjahrsdatum allmählich auf ein früheres Kalenderdatum verschiebt. Diese Überkompensation wird im gregorianischen Kalender dadurch korrigiert, dass der Schalttag in den Säkularjahren dreimal in vier Jahrhunderten weggelassen wird. Dies war in der Vergangenheit in den Jahren 1700, 1800 und 1900 der Fall; 2000 war jedoch ein Schaltjahr. Mit dieser Regelung hat das gregorianische Kalenderjahr eine Länge von 365,2425 Tagen und kommt der astronomisch bestimmten mittleren Länge eines tropischen Jahres ziemlich nahe.
Die kalendarischen Termine der astronomisch für den Beginn des Frühlings sowie auch der anderen Jahreszeiten bestimmten Zeitpunkte liegen somit nicht fest. Ihre Schwankungen zeigen neben einer jeweils knapp sechsstündigen tageszeitlichen Änderung gegenüber dem Vorjahr ein von den Schaltregeln beeinflusstes Muster. Dabei kann der betreffende Jahreszeitenbeginn im Laufe der Jahre an unterschiedlichen Kalendertagen stattfinden. So kann im 21. Jahrhundert in der Mitteleuropäischen Zeitzone (MEZ bzw. MESZ) der Sommeranfang auf den 20. oder 21. Juni fallen, der Herbstanfang auf den 22. oder 23. September, der Winteranfang auf den 21., 22. oder 23. Dezember und der Frühlingsanfang auf den 19., 20. oder 21. März:
- Der Sommeranfang in der Mitteleuropäischen Zeitzone mit Sommerzeit (MESZ) fiel zu Beginn des 21. Jahrhunderts auf den 21. Juni und im Jahr 2020 erstmals auf den 20. Juni. Gegen Ende des Jahrhunderts wird der 20. häufiger als der 21. Der im Jahre 2100 ausfallende Schalttag verschiebt den Sommeranfang für einige Zeit wieder auf den 21. Juni.[6]
- Der Herbstanfang in der Mitteleuropäischen Zeitzone mit Sommerzeit fiel anfangs des Jahrhunderts etwa gleich häufig auf den 22. oder 23. September. Der 22. wird dann zunehmend häufiger und im Jahr 2067 wird der 23. zum letzten Mal in diesem Jahrhundert Datum des Herbstanfangs (vorausgesetzt, dass in jenen Jahren noch in Sommerzeit (MESZ) angegeben wird, sonst im Jahr 2063). Mit der Jahrhundertschaltregel tritt danach wieder der 23. neben dem 22. September als Herbstanfang auf.[6]
- Der Winteranfang fiel im ersten Jahrzehnt etwa gleich häufig auf den 21. und den 22. Dezember. Künftig wird das Datum des 21. häufiger werden; im Jahr 2047 wird der 22. zum letzten Mal in diesem Jahrhundert als Termin auftreten. Im Jahr 2084 wird erstmals seit 1696 der 20. Dezember Winteranfang sein. Nach dem Jahrhundertwechsel liegt der Winteranfang wieder auf dem 21. oder 22. Dezember.[6]
- Der Frühlingsanfang fiel in den ersten Jahren des 21. Jahrhunderts in der Mitteleuropäischen Zeitzone (MEZ) auf den 20. oder den 21. März. Im Jahr 2011 lag der Termin zum letzten Mal in diesem Jahrhundert auf dem 21. März. Seither ist es der 20. März. Im Jahr 2048 wird der Frühlingsanfang erstmals auf den 19. März fallen, danach immer öfter, gegen Ende des Jahrhunderts werden 19. und 20. März etwa gleich häufig vorkommen. Wegen des im Jahr 2100 ausfallenden Schalttages wird der Frühlingsanfang zu Beginn des 22. Jahrhunderts dann wieder zwischen dem 20. und 21. März pendeln (siehe Abbildung unten).[6]

### Dauer der Jahreszeiten
Die astronomischen Jahreszeiten entsprechen jeweils bestimmten Abschnitten der Erdbahn. Da die Erdbahn mit einer geringen Exzentrizität von 0,0167 leicht elliptisch ist, durchläuft die Erde diese Abschnitte mit verschiedener Geschwindigkeit, so dass die Jahreszeiten nicht alle gleich lang sind. Auch ändert sich ihre unterschiedliche Dauer im Laufe der Jahrhunderte. Derzeit ist der Winter (auf der Nordhalbkugel) mit etwa 89 Tagen die kürzeste Jahreszeit, der Sommer mit knapp 94 Tagen die längste; vor einem Jahrtausend war es der Herbst beziehungsweise der Frühling.
Gegenwärtig befindet sich die Erde kurz nach Winteranfang Anfang Januar am Perihel und durchläuft daher Herbst und Winter schneller als Frühling und Sommer. Infolge der Periheldrehung und der Präzession des Frühlingspunktes sowie gravitativer Bahnstörungen verschiebt sich der Periheldurchgang gegenüber dem astronomischen Beginn der Jahreszeiten und es ändern sich auch die Geschwindigkeiten, mit denen die jeweiligen Jahreszeiten durchlaufen werden.
| Jahr  | Frühling | Sommer | Herbst | Winter |
| ----- | -------- | ------ | ------ | ------ |
| −1000 | 94,25    | 91,63  | 88,42  | 90,94  |
| −1000 | 93,96    | 92,45  | 88,69  | 90,13  |
| −1000 | 93,44    | 93,15  | 89,18  | 89,47  |
| −2000 | 92,76    | 93,65  | 89,84  | 88,99  |
| −3000 | 91,97    | 93,92  | 90,61  | 88,74  |
| −4000 | 91,17    | 93,93  | 91,40  | 88,73  |
| −5000 | 90,44    | 93,70  | 92,15  | 88,96  |

Im Jahr 1246 fielen Perihel und Wintersonnenwende zusammen, der Winter hatte daher dieselbe Länge wie der Herbst und der Sommer dieselbe Länge wie der Frühling. Seither ist der Winter die kürzeste Jahreszeit. Er wird seine geringste Länge (88,71 Tage) um das Jahr 3500 erreichen und dann wieder länger werden. Er bleibt die kürzeste Jahreszeit, bis etwa im Jahr 6430 das Perihel mit der Frühjahrs-Tag-und-Nacht-Gleiche zusammenfällt.

### Präzession
Aufgrund der auf die Äquatorwulst der Erde wirkenden Gezeitenkräfte von Sonne und Mond führt die Erdachse eine Präzessionsbewegung aus: Ihre Neigung bleibt (im Wesentlichen) konstant; die Richtung, in die sie geneigt ist, schwenkt aber im Verlauf von etwa 26.000 Jahren einmal um 360° herum. Damit ändert sich nichts an der Abfolge der Jahreszeiten, lediglich der Bahnabschnitt, in dem die jeweilige Jahreszeit auftritt, verschiebt sich: Die Sommersonnenwende beispielsweise tritt immer dann ein, wenn das nördliche Ende der Erdachse der Sonne exakt zugeneigt ist. Der Einfluss dieser Verschiebung auf Dauer und Strenge der Jahreszeiten wurde bereits erläutert.
Für einen Zeitpunkt in 13.000 Jahren wäre die Erdachse auf obiger Abbildung in allen gezeigten Positionen nach links statt nach rechts geneigt zu zeichnen. Die Erdkugel in der rechten Position hätte dann die Nordhalbkugel der Sonne zugewandt, es wäre der Zeitpunkt der Sommer- statt der Wintersonnenwende. Der Gregorianische Kalender ist so eingerichtet, dass er diese Verschiebung mitmacht: Die mittlere Länge seines Kalenderjahres (365,2425 Tage) entspricht ungefähr der Länge des tropischen Jahres (365,2422 Tage), so dass das Kalenderdatum 21. März stets in der Nähe des astronomischen Frühlingsanfangs fixiert bleibt und auch die anderen Jahreszeitenanfänge entsprechend mitwandern. In jener Bahnposition wäre dann also Juni statt Dezember, wie es für einen Sommeranfang zu erwarten ist.
In der Richtung, in welche die Nachtseite dieser Erdkugel zeigt, liegen das Sternbild Orion und andere charakteristische Wintersternbilder. In 13.000 Jahren wird in diesem Bahnabschnitt Sommer herrschen und Orion wird ein Sommersternbild sein, allerdings auf der Nordhalbkugel dann deutlich niedriger stehen.

## Meteorologische Jahreszeiten
Die sogenannten meteorologischen Jahreszeiten sind schlicht nach den Kalendermonaten eingeteilt und umfassen jeweils immer drei komplette Monate. Damit werden sie insgesamt etwa drei Wochen früher angesetzt als die astronomischen Jahreszeiten. Mit der meteorologischen Definition fallen die auf der Nordhalbkugel wie in Deutschland im Durchschnitt wärmsten Monate Juni, Juli und August in den (meteorologischen) Sommer und die durchschnittlich kältesten Monate Dezember, Januar und Februar fallen in den (meteorologischen) Winter (siehe Abbildung oben, jahreszeitlicher Temperaturverlauf (NH)). Diese nach Beginn und Ende von Kalendermonaten bestimmten vierteljährlichen Zeitspannen erlauben oft eine einfachere statistische Erfassung meteorologischer Daten; sie sind nicht nach aktuellen Wetterveränderungen ausgerichtet.
- Frühling: 1. März–31. Mai
- Sommer: 1. Juni–31. August
- Herbst: 1. September–30. November
- Winter: 1. Dezember–28./29. Februar

Jahreszeitlich unterschiedlicher Aspekt einer Buchen-Gruppe im Schelder Wald:

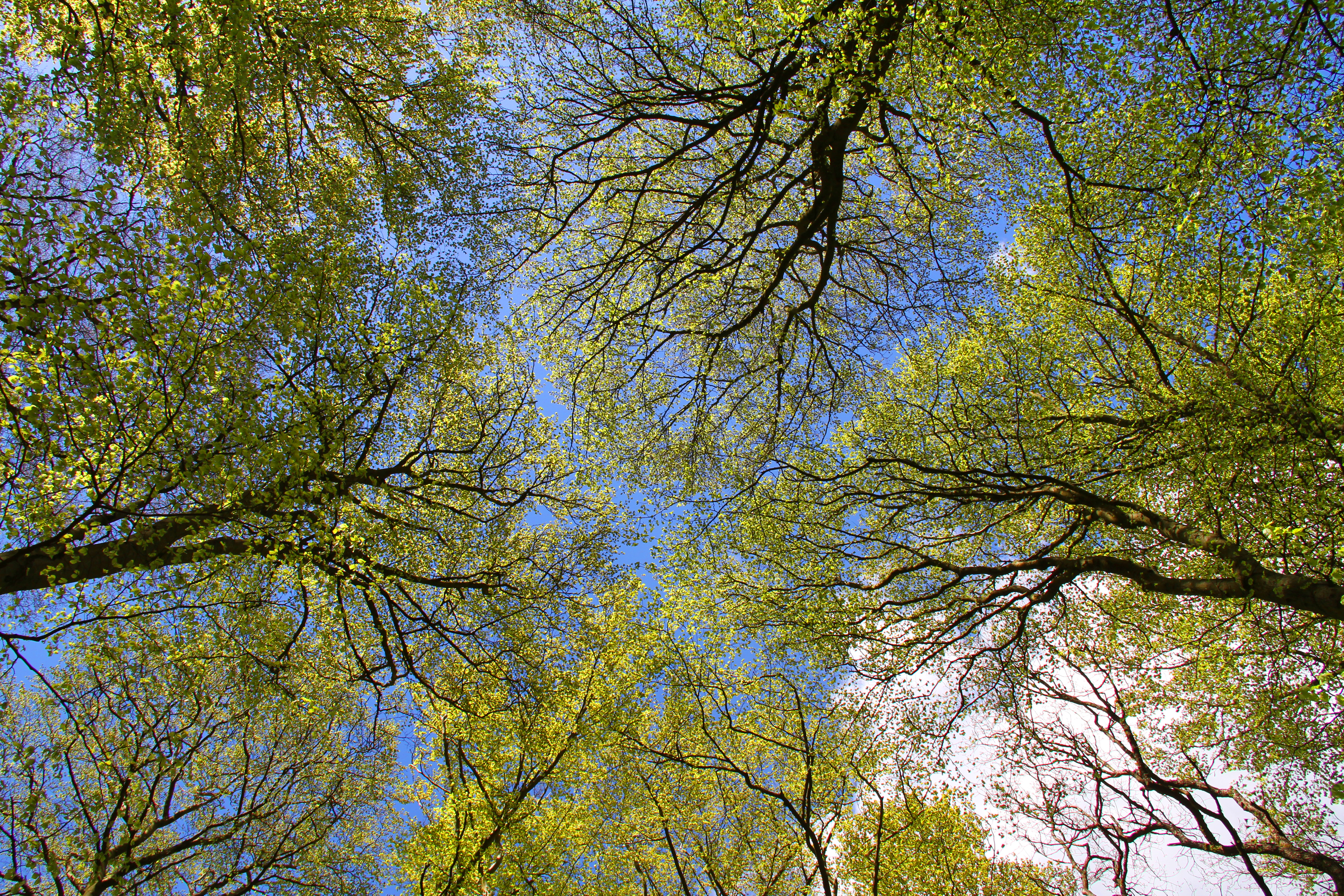
Anfang Mai (Frühling)
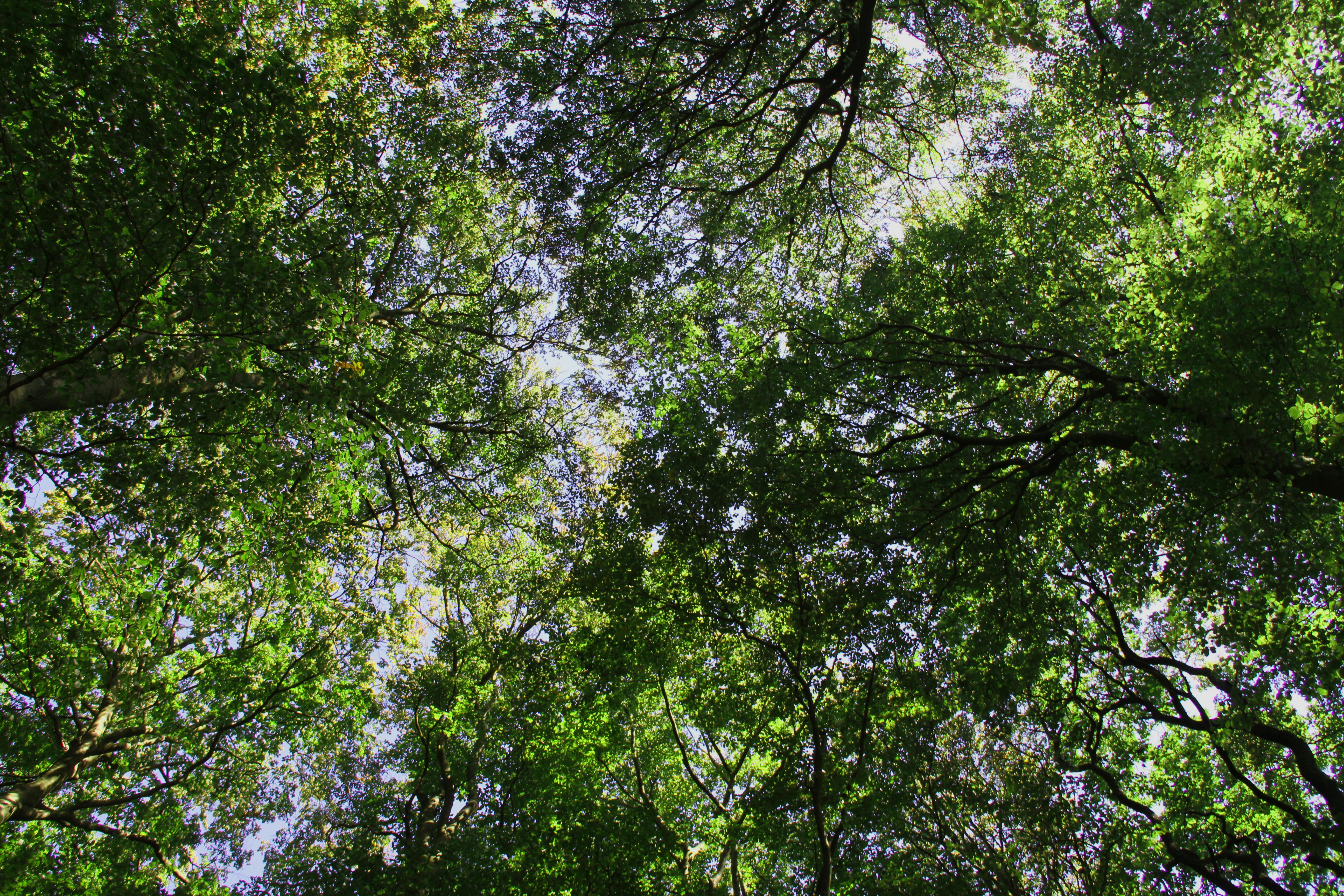
Ende August (Sommer)
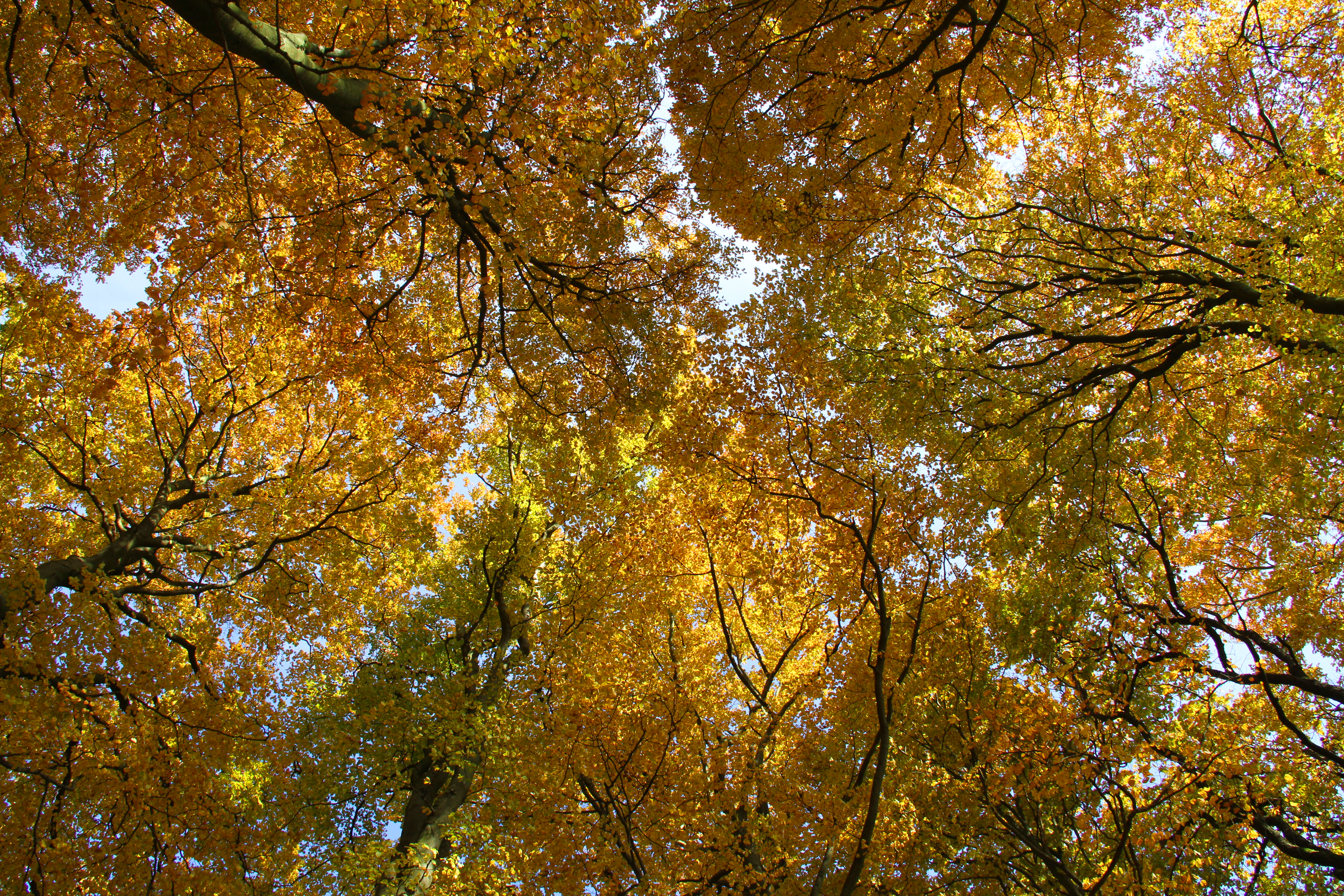
Ende Oktober (Herbst)
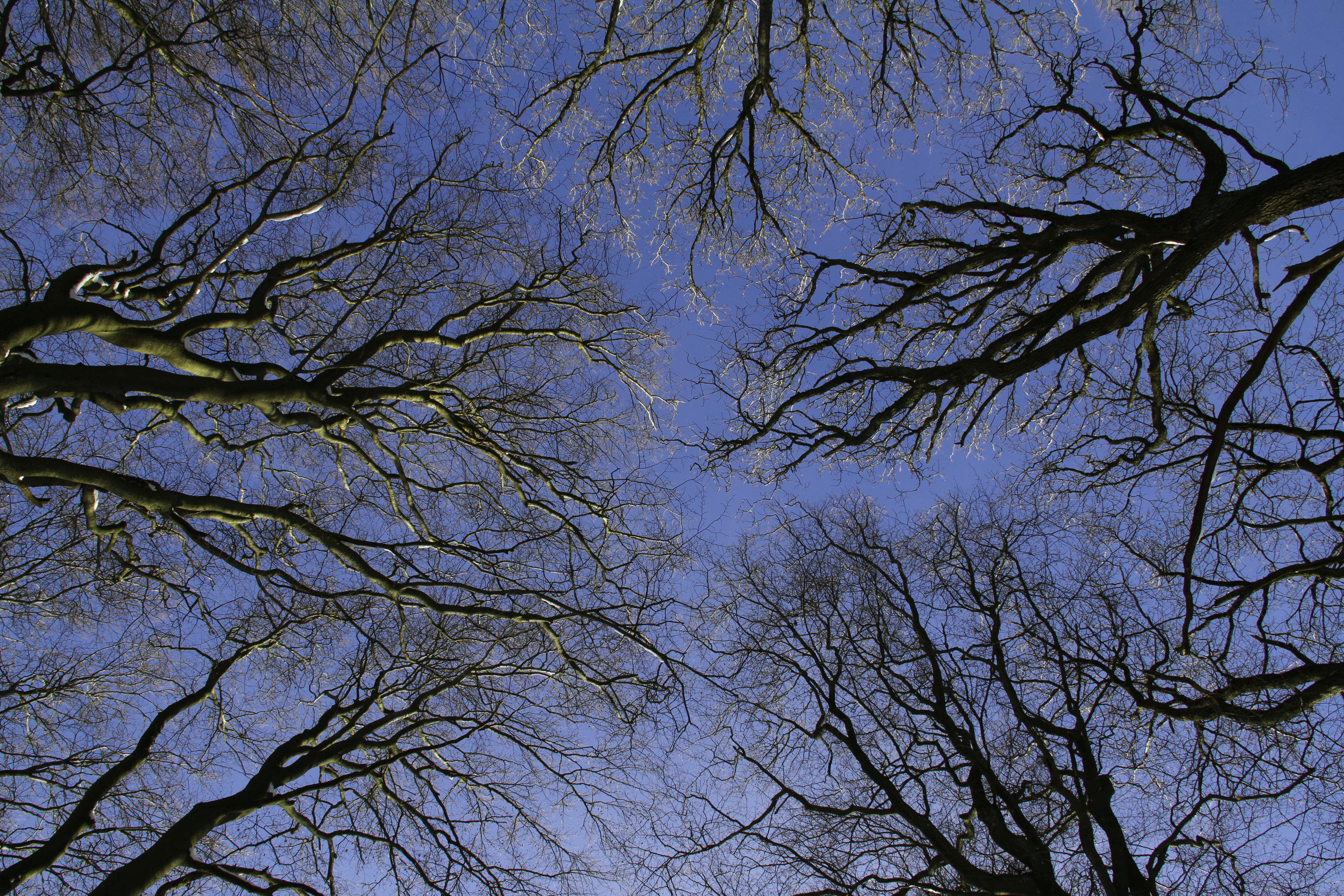
Anfang Februar (Winter)

Deutsche Eiche im Felderbachtal bei Velbert-Nierenhof im Wandel der Jahreszeiten:

## Phänologische Jahreszeiten

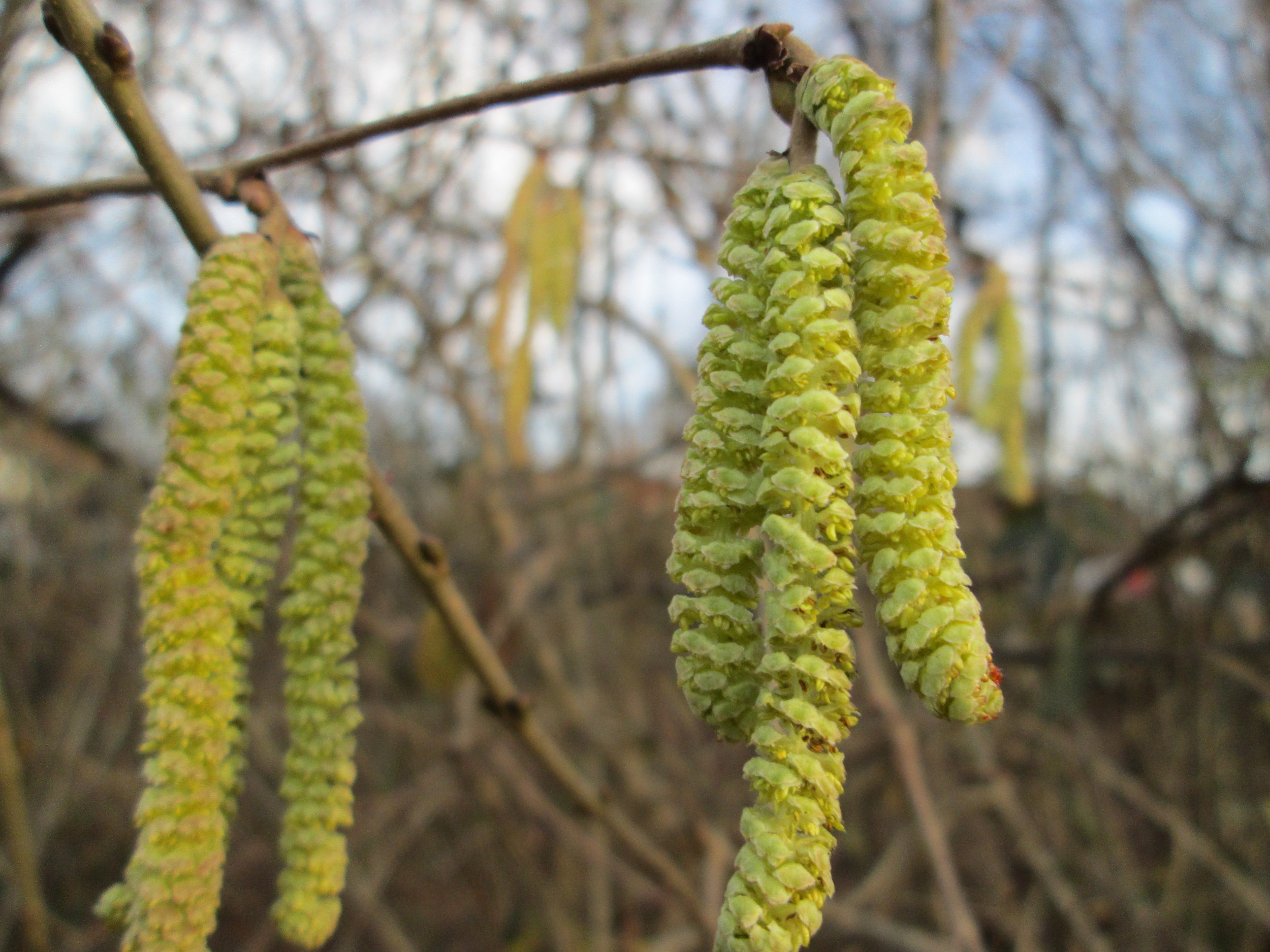
Haselblüte Anfang Januar 2018 bei Hockenheim

Um den im Jahresablauf zu beobachtenden saisonalen Entwicklungsstand der Natur durch Jahreszeiten zu beschreiben, ist die Unterteilung in vier Jahreszeiten im Allgemeinen zu grob. Daher werden in der Phänologie für Mitteleuropa zehn phänologische Jahreszeiten (phänologischer Kalender) unterschieden, die jeweils durch das erste Auftreten von Naturereignissen beschrieben werden. Sie nehmen Bezug auf die Entwicklungsstadien von Zeigerpflanzen, beispielsweise die Blüte von Haselsträuchern oder von Apfelbäumen, und das Verhalten verschiedener Tiere, so etwa den Flug von Bienen oder den Ruf eines Kuckucks.

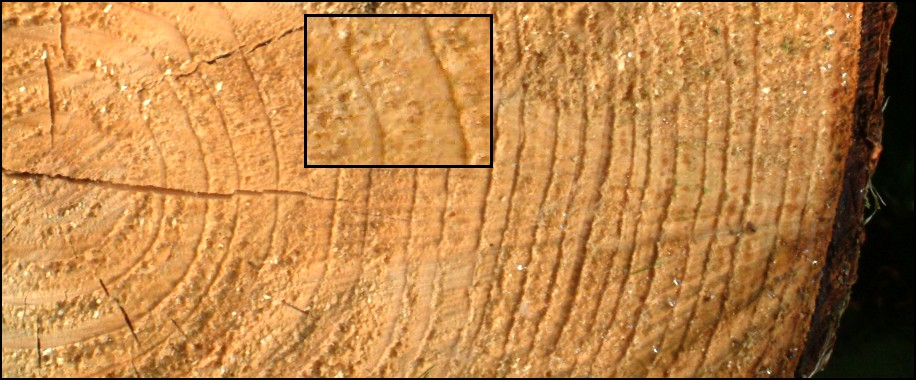
Jahresringe eines Fichtenstamms

Der Beginn solcher phänologisch bestimmten Jahreszeiten ist regional unterschiedlich und auch am selben Ort nicht von Jahr zu Jahr gleich. Die Vegetationsperioden von Pflanzen unterscheiden sich nicht nur von Art zu Art, sondern können auch innerhalb einer Art für dasselbe Individuum abhängig von den aktuellen klimatischen Bedingungen am jeweiligen Ort variieren. Die jährlich unterschiedlichen saisonalen Bedingungen spiegeln sich auch im Holzzuwachs wider als Jahresring. Jahresringtabellen bilden die Grundlage für eine dendrochronologische Datierung; der Hohenheimer Jahrringkalender reicht lückenlos fast 12.500 Jahre zurück und umfasst damit das gesamte Holozän.

## Jahreszeiten in der Lyrik
Zahlreiche Werke der Lyrik beschäftigen sich mit den einzelnen Jahreszeiten und ihren Eigenheiten. Anthologien stellen den Jahreslauf aus literarischer Sicht dar.

## Sonstiges
Der prägende Einfluss, den der Ablauf der Jahreszeiten auf den Lebensrhythmus der Menschen hat, schlägt sich auch sprachlich nieder (Jugend entspricht Frühling, Blüte des Lebens entspricht Sommer, Alter entspricht Herbst).
Während bei Homer und Hesiod nur drei Jahreszeiten unterschieden werden, nämlich Frühling, Sommer und Winter, kennt und definiert Hippokrates von Kos auch den Herbst. Bei ihm dauert der Frühling 48 Tage, von der Tagundnachtgleiche bis zum Frühaufgang der Plejaden am 12. Mai, der Sommer 134 bis 135 Tage, bis zum Frühaufgang von Arktur im Sternbild Bärenhüter, der Herbst 48 Tage, bis zum Frühuntergang der Plejaden am 11. November, und der Winter (den er in vier Teile aufteilt) 135 Tage, bis zur nächsten Tagundnachtgleiche. Damit weicht er allerdings von den Daten des Eudoxos von Knidos (14. Mai, 25. Juli, 14. September und 14. November), für Cicero der „Fürst der Astronomen“, ab.
Im Deutschen nennt man einen Zeitraum, in dem der Lebensrhythmus in einer Gegend erheblich vom Normalen abweicht, eine fünfte Jahreszeit.
In osteuropäischen Ländern, in denen das Kontinentalklima herrscht, sind die zwei Jahreszeiten Frühling und Herbst extrem kurz und dafür der Sommer und Winter jeweils wesentlich heißer bzw. kälter.
Im chinesischen Kulturraum sind die Tagundnachtgleichen und Sonnenwenden nicht am Anfang, sondern in der Mitte der jeweiligen Jahreszeit. Frühlingsbeginn (立春) ist beispielsweise, wenn die scheinbare geozentrische Länge der Sonne 315° beträgt (3.–5. Februar) – siehe Chinesischer Kalender#Sonnenkalender.